# Maison du bailli de Boucieu-le-Roi
Pour les articles homonymes, voir Maison du bailli.
La maison du bailli est une maison située à Boucieu-le-Roi, en France.

## Localisation
La maison est située sur la commune de Boucieu-le-Roi, dans le département français de l'Ardèche.

## Historique
L'édifice est inscrit au titre des monuments historiques en 1927.